# Бечевица
Бечевица је насеље у Србији у општини Кнић у Шумадијском округу. Према попису из 2022. има 237 становника (према попису из 2011. било је 274 становника).

## Историја
Некада је број становника био далеко већи, а село је било прилично развијеније. У средњем веку је ово насеље било село у Жупи Борач и кроз њега је пролазио царски друм који је преко Борча спајао Жичу са Београдом. На старом сеоском гробљу које потиче још из средњег века и које се налази на самој граници са селом Борач и данас се налази зидина једне цркве. По предању ту цркву је саградио цар Душан и она се звала Мрњина црква, а порушена је у време турских разарања. Данас село нема своју цркву, матична црква мештана је Црква Архангела Гаврила у Борчу. Ово насеље је брдско-планинског типа и као такво подељено је на неколико засеока који су у једно и фамилије. Неки од засеока села Бечевица су: Ћосовићи, Кокићи, Дуб, Игрутиновићи, Васовићи, Јовановићи итд. Становништво је углавном пореклом из црногорских крајева и из рашке области, у мањој мери и са Косова, а највећи број досељавања извршен је крајем XVIII и почетком XIX века.

## Демографија
У насељу Бечевица живи 298 пунолетних становника, а просечна старост становништва износи 47,6 година (44,3 код мушкараца и 50,9 код жена). У насељу има 117 домаћинстава, а просечан број чланова по домаћинству је 3,11.
Ово насеље је великим делом насељено Србима (према попису из 2002. године), а у последња три пописа, примећен је пад у броју становника.
|             | \| Демографија[2] \| Демографија[2] \| Демографија[2] \| \| Година \| Становника \| Становника \| \| -------------- \| -------------- \| -------------- \| \| 1948. \| 709 \| \| \| 1953. \| 683 \| \| \| 1961. \| 646 \| \| \| 1971. \| 609 \| \| \| 1981. \| 491 \| \| \| 1991. \| 450 \| 434 \| \| 2002. \| 364 \| 364 \| \| 2011. \| 274 \| \| \| 2022. \| 237 \| \| |            |
| Демографија | |            |
| Година      | Становника | Становника |
| 1948.       | 709 |            |
| 1953.       | 683 |            |
| 1961.       | 646 |            |
| 1971.       | 609 |            |
| 1981.       | 491 |            |
| 1991.       | 450 | 434        |
| 2002.       | 364 | 364        |
| 2011.       | 274 |            |
| 2022.       | 237 |            |

| Етнички састав према попису из 2002.‍ | Етнички састав према попису из 2002.‍ | Етнички састав према попису из 2002.‍ | Етнички састав према попису из 2002.‍ | Етнички састав према попису из 2002.‍ |
| ------------------------------------ | ------------------------------------ | ------------------------------------ | ------------------------------------ | ------------------------------------ |
|                                      |                                      |                                      |                                      |                                      |
| Срби                                 | Срби                                 |                                      | 361                                  | 99,17%                               |
| Црногорци                            | Црногорци                            |                                      | 3                                    | 0,82%                                |
| непознато                            | непознато                            |                                      | 0                                    | 0,0%                                 |

| Година пописа     | 1948. | 1953. | 1961. | 1971. | 1981. | 1991. | 2002. |
| ----------------- | ----- | ----- | ----- | ----- | ----- | ----- | ----- |
| Број домаћинстава | 133   | 133   | 142   | 141   | 136   | 130   | 117   |

| Број чланова      | 1  | 2  | 3 | 4  | 5  | 6  | 7 | 8 | 9 | 10 и више | Просек |
| ----------------- | -- | -- | - | -- | -- | -- | - | - | - | --------- | ------ |
| Број домаћинстава | 29 | 34 | 9 | 11 | 14 | 16 | 2 | 2 | 0 | 0         | 3,11   |

| Пол    | Укупно | Неожењен/Неудата | Ожењен/Удата | Удовац/Удовица | Разведен/Разведена | Непознато |
| ------ | ------ | ---------------- | ------------ | -------------- | ------------------ | --------- |
| Мушки  | 150    | 36               | 101          | 11             | 1                  | 1         |
| Женски | 166    | 19               | 101          | 44             | 2                  | 0         |
| УКУПНО | 316    | 55               | 202          | 55             | 3                  | 1         |

| Пол    | Укупно                    | Пољопривреда, лов и шумарство | Рибарство                            | Вађење руде и камена | Прерађивачка индустрија       |
| ------ | ------------------------- | ----------------------------- | ------------------------------------ | -------------------- | ----------------------------- |
| Мушки  | 99                        | 79                            | 0                                    | 0                    | 7                             |
| Женски | 74                        | 68                            | 0                                    | 0                    | 2                             |
| УКУПНО | 173                       | 147                           | 0                                    | 0                    | 9                             |
| Пол    | Производња и снабдевање   | Грађевинарство                | Трговина                             | Хотели и ресторани   | Саобраћај, складиштење и везе |
| Мушки  | 1                         | 0                             | 7                                    | 0                    | 3                             |
| Женски | 0                         | 0                             | 2                                    | 0                    | 0                             |
| УКУПНО | 1                         | 0                             | 9                                    | 0                    | 3                             |
| Пол    | Финансијско посредовање   | Некретнине                    | Државна управа и одбрана             | Образовање           | Здравствени и социјални рад   |
| Мушки  | 0                         | 0                             | 0                                    | 1                    | 0                             |
| Женски | 1                         | 0                             | 1                                    | 0                    | 0                             |
| УКУПНО | 1                         | 0                             | 1                                    | 1                    | 0                             |
| Пол    | Остале услужне активности | Приватна домаћинства          | Екстериторијалне организације и тела | Непознато            | Непознато                     |
| Мушки  | 0                         | 0                             | 0                                    | 1                    | 1                             |
| Женски | 0                         | 0                             | 0                                    | 0                    | 0                             |
| УКУПНО | 0                         | 0                             | 0                                    | 1                    | 1                             |